# 弥勒下生経
『弥勒下生経』（みろくげしょうきょう）は、大乗仏教の弥勒菩薩に関する代表的な経典の一つである。

## 概要
竺法護訳。
大正新脩大蔵経では「経集部」に収録。
『弥勒大成仏経』、『観弥勒菩薩上生兜率天経』と共に、「弥勒三部経」を構成する。